# Hoi (computerspel)
Hoi (subtitel: Let's play!) is een computerspel in het platform-genre voor de Commodore Amiga, ontwikkeld door het Nederlandse Team Hoi en uitgebracht door het Amerikaanse Hollyware Entertainment in 1992.

## Ontwikkeling
De ontwikkeling van Hoi startte in 1990. Op een dag tekende Metin in Deluxe Paint op de Amiga een groen draakje / dinosaurusje, in het bijzijn van Reinier. De naam 'Hoi' voor het karakter ontstond doordat Metin zijn kat zo noemde. De kat heette eigenlijk Mickey, maar de begroeting "Hoi Mickey" als de kat binnenkwam veranderde in alleen "Hoi", wat zijn roepnaam werd.
De Hoi game had weinig voorbereidende planning en ontwerp, buiten wat voorafgaande situatieschetsen en ideeën van Metin. Reinier en Metin wilden graag een cute platform game maken die vol met variatie en diverse uitdagingen zou zitten. De meeste games waren gestoeld op één simpel spelprincipe, zoals rennen en springen, waarbij de omgevingen en uitdagingen voornamelijk varieerden in uiterlijk, maar niet in inhoud.
Metin werkte doordeweeks aan opdrachten in de toenmalige Amsterdamse studio van het Comic House agentschap voor illustratoren en animators, en tekende in de avonduren en weekends in Bussum aan de Hoi graphics, terwijl Reinier in Alphen aan den Rijn aan de game programmeerde. De levels en uitdagingen in Hoi ontstonden voornamelijk spontaan. Reinier en Metin reisden wekelijks naar elkaars woonplaatsen om de progressie van Hoi en nieuwe ideeën uit te wisselen op 3,5 inch diskettes, jaren voordat het publieke internet beschikbaar was. Kleinere bestanden werden uitgewisseld via een 2400 baud modem. In een later stadium werd dit een 9600 baud modem, dat uitwisseling van grotere bestanden mogelijk maakte.
Hoi werd volledig gecodeerd in 68000 Assembly, indertijd de enige benadering waarmee je een degelijke screen refresh frame rate kon bereiken. Er was geen sprake van libraries, frameworks en dergelijke. Er was nog geen Github, geen Stack Overflow, geen internet. Alles moest autonoom worden ontwikkeld, van het sorteren van data tot het afspelen van muziek. Hetzelfde gold voor de graphics: zelfs het font moest je zelf tekenen, karakter voor karakter. Hoi had ook een ingebouwde level editor om de levels mee te ontwikkelen. Je kon tiles kiezen, er structuren mee bouwen, en spelen om het te testen.
Hoi gebruikte circa 500 KB RAM, zodat het te spelen was op de reguliere Amiga-modellen met 512 KB RAM, zoals de populaire Amiga 500. Het eerste dat de game uitvoerde was het uitschakelen van alle interrupts en verwijderen van het gehele besturingssysteem om zo veel mogelijk system resources te reserveren. Hoi bevatte ook een zelf ontwikkelde disk loader, die de data op een specifieke wijze gecodeerd inlaadde, om illegaal kopiëren tegen te gaan.
Eén van de intro's van Hoi bevat zeven-kanaals muziek, gerealiseerd met een speciale versie van Team Hoi's Digital Mugician muzieksoftware. De Amiga hardware bood vier geluidskanalen, maar de speciale versie van Digital Mugician voegde met behulp van de Motorola 68000 CPU drie geluidskanalen toe zonder duidelijk hoorbaar verlies van geluidskwaliteit, in tegenstelling tot de kwaliteitreducerende alternatieve methode van het splitsen van elk Amiga-geluidskanaal. Dit proces vergde op een standaard Amiga zo veel capaciteit dat de afbeelding die bij de muziek werd getoond moest worden gereduceerd van 64 tot 16 kleuren.
Toen een demo-versie van Hoi gereed was, reisden Metin en Reinier naar Londen om op de European Computer Trade Show (ECTS) demo-diskettes uit te delen en een geïnteresseerde uitgever te vinden. Daar ontdekten ze dat Sega bezig was om hun nieuwe game Sonic the Hedgehog te promoten, met daarin enkele kenmerkende elementen, zoals springveren, die ook in Hoi aanwezig waren. Omdat Hoi door tegenslagen uiteindelijk pas in 1992 werd uitgegeven, werd wel eens onterecht naar Sonic the Hedgehog gerefereerd door onder meer recensenten.
Tijdens de ontwikkeling had de bètaversie van Hoi een functietoets waarmee je Hoi's aantal levens kon bijvullen. Vrienden van Team Hoi die de game testten maakten daar gretig gebruik van, hetgeen de uiteindelijke moeilijkheidsgraad van de game niet ten goede kwam. Achteraf gezien had Hoi standaard een optie voor een ongelimiteerd aantal levens moeten bevatten om ontmoediging van de speler te voorkomen. De optie voor ongelimiteerde levens werd later in de Hoi AGA Remix (1993) toegevoegd.
Metin schreef de handleiding van Hoi, inclusief een kort achtergrondverhaaltje, waarin Hoi wordt geïntroduceerd als een jongeling op de planeet van de 'Saurs', die een rituele tocht door de 'Madlands' (de Hoi levels) moet zien te overleven om liefde te kunnen vinden aan de andere zijde van de Madlands, waar de vrouwelijke Saurs leven. Het verhaaltje is een allegorie voor de obstakels die een mens of dier doorgaans moet overwinnen om de juiste partner te vinden.

## Innerprise
In 1991 toonde de Amerikaanse uitgever Innerprise interesse in Hoi. Innerprise was bekend van de Amiga-games Battle Squadron en Sword of Sodan. Het bedrijf heette voorheen Discovery Software en gaf onder die naam de hit-game Hybris uit.
Team Hoi besloot in goed vertrouwen een diskette met een 60 procent afgeronde versie van Hoi naar Innerprise te sturen, bedoeld voor interne game-testing. Niet lang daarna bleek die versie van Hoi te zijn verspreid door de hacker Fairlight.

## Hollyware
Verbolgen over de verspreiding van het merendeel van de Hoi game benaderde Team Hoi Innerprise, die aangaf er werk van te zullen maken om uit te vinden wie de game had laten uitlekken. Het bleef echter bij die belofte, en Team Hoi besloot over te stappen naar een andere geïnteresseerde Amerikaanse uitgever: Hollyware, een uitgever uit de Hollywood-regio, voorheen genaamd MicroIllusions, bekend van The Faery Tale Adventure en Music-X.

## Publicatie
In de zomer van 1992 werd Hoi wereldwijd op de markt gebracht op twee 3,5-inch diskettes, waarbij de Europese distributie werd verzorgd door het Britse bedrijf The Software Business. Vanwege het experimentele, psychedelische laatste level van Hoi —vol met speciale effecten— werd Hoi de eerste game ooit die een waarschuwing voor epileptici op de doos bevatte.
Hoi werd positief ontvangen door diverse internationale computertijdschriften, waaronder het populaire Britse games-magazine The One, dat Hoi een score van 90% toekende.
Hollyware betaalde na een voorschot van US$ 200 (met de begeleidende omschrijving "Money for the celebration party!") geen royalty's meer uit aan Team Hoi, ondanks herhaaldelijke beloften dat de eerstvolgende overmaking spoedig zou volgen, waardoor in totaal ruim tweeënhalf manjaren nagenoeg onbetaald bleven.
Aangezien Team Hoi bestond uit drie jonge Nederlandse ontwikkelaars was er geen budget voor juridische actie tegen een buitenlands bedrijf. Een juridisch geschil zou bovendien volgens het contract moeten plaatsvinden onder Californische rechtspraak.
Later bleek dat de uitgever MicroIllusions de naam had veranderd in Hollyware Entertainment omdat men in financiële problemen verkeerde na het verlies van een licentie-overeenkomst met Hanna-Barbera.

## Naamsverandering van Soft Eyes naar Team Hoi
In 1994 verliet programmeur Pieter Opdam Soft Eyes om in Groot-Brittannië bij de games-uitgever Team17 aan de slag te gaan, waar hij onder meer meewerkte aan Worms games. Metin en Reinier werkten voor Pieters vertrek nog mee aan enkele games van Pieter, waaronder Borobodur, die in 1992 door Thalamus Ltd werd uitgebracht. De overgebleven Soft Eyes teamleden – Reinier van Vliet, Metin Seven en Ramon Braumuller – veranderden hun naam in Team Hoi rondom de ontwikkeling van het platformspel Hoi.
Na zijn vertrek naar Groot-Brittannië veranderde Pieter zijn voornaam in Peter, en wordt ook wel "Pete" genoemd.
Reinier, Ramon en Metin waren liefhebbers van Japanse games, en de makers van Sonic the Hedgehog noemden zich Sonic Team, ook wel 'Team Sonic'. Mede daarom besloten Reinier, Ramon en Metin om de teamnaam Soft Eyes te veranderen in Team Hoi, ook omdat Hoi de tot dusver meest succesvolle en bekendste game van Reinier, Metin en Ramon was.

## Publiciteit in Nederland
Rond de tijd dat Hoi uitkwam werd Team Hoi geïnterviewd op nationale televisie bij de zender Veronica.
Toen het duidelijk was geworden dat Team Hoi geen royalty's uitgekeerd zou krijgen en de Amerikaanse uitgever Hollyware daarmee contractbreuk had gepleegd, adopteerde het Nederlandse tijdschrift Amiga Magazine de game, om deze te koop aan te bieden aan de Nederlandse en Vlaamse lezers, gepaard met een Team Hoi interview.
In 1995 werd Metin geïnterviewd in een op basisscholen vertoond programma van de Nederlandse Onderwijs Televisie, waarvoor hij ook de intro met computer game thema maakte. In het interview zijn beelden van de Hoi game te zien.

## Hoi AGA Remix
Toen in 1993 inmiddels duidelijk was dat Hoi geen opbrengst meer zou genereren voor Team Hoi, besloten de ontwikkelaars om gratis een speciale editie van Hoi uit te geven — de Hoi AGA Remix — voor de indertijd net uitgekomen AGA Amiga's (Advanced Graphics Architecture).
De verschillen tussen de originele Hoi-versie en de Hoi AGA Remix waren een vloeiende 24 bits kleurovergang in de achtergrond, enkele cosmetische graphics updates en een Amiga Workbench interface met high-score saving, een optie voor ongelimiteerde levens, een NTSC-optie en een keuzemogelijkheid in welk level het spel moest starten. De intro's en titelsequentie van de originele Hoi-versie ontbreken in de Hoi AGA Remix, om de game op 1 diskette te doen passen.
De Hoi AGA Remix werd wereldwijd verspreid via Bulletin board systemen en onderling kopieerwerk op diskettes.

## Platforms
| Jaar | Platform  |
| ---- | --------- |
| 1992 | Amiga     |
| 1993 | Amiga AGA |

## Ontvangst
| Beoordeeld door                      | Platform | Datum          | Score     |
| ------------------------------------ | -------- | -------------- | --------- |
| The One                              | Amiga    | augustus 1992  | 90%       |
| Amiga Mania                          | Amiga    | juni 1992      | 87%       |
| Joystick (Frans)                     | Amiga    | juli 1992      | 86%       |
| Video Games & Computer Entertainment | Amiga    | november 1992  | 83%       |
| The Sun (Mega Guide bijlage)         | Amiga    | augustus 1992  | Great     |
| Amiga World                          | Amiga    | augustus 1992  | Very good |
| Aktueller Software Markt (ASM)       | Amiga    | oktober 1992   | 8/12      |
| Amiga Action                         | Amiga    | augustus 1992  | 76%       |
| Amiga Format                         | Amiga    | september 1992 | 72%       |